# Masahiro Nasukawa
Masahiro Nasukawa (那須川 将大 Nasukawa Masahiro?), född 29 december 1986 i Hokkaido prefektur, är en japansk fotbollsspelare.
Nasukawa började sin karriär 2009 i Tokyo Verdy. Efter Tokyo Verdy spelade han för Tochigi SC, Tokushima Vortis, Matsumoto Yamaga FC, Oita Trinita och Fujieda MYFC.